# Romolo e Remo (film)
Romolo e Remo è un film del 1961 diretto da Sergio Corbucci.

## Trama
Romolo e Remo sono i figli di Rea Silvia, cacciata e condannata a morte dall'usurpatore del trono Amulio, loro zio. Entrambi vengono salvati dalle acque del Tevere da una lupa che li alleva come suoi pupilli, e vengono poi cresciuti da un pastore, Faustolo.
Romolo e Remo crescono e arrivano a guidare una banda di ladri per eliminare i due re crudeli - Amulio e Tazio, il re dei Sabini. Dopo 20 anni, i due gemelli sono brevemente riuniti con la loro madre. Prima che lei muoia, racconta ai suoi figli che sono destinati ad essere i fondatori di una grande città.
Innamoratosi della figlia di Tazio, Julia, Romolo è ignaro delle ambizioni di suo fratello, mentre Remo soccombe alla tentazione del potere e dell'avidità. Il re Tazio insegue i fratelli e i loro compagni per riprendersi sua figlia e al tempo stesso vendicare la distruzione della sua città di Alba Longa. Tuttavia, la discordia si sviluppa tra i due fratelli, che li condurrà ad un duello mortale per determinare il vero fondatore di Roma.